# Barinque
Barinque è un comune francese di 603 abitanti situato nel dipartimento dei Pirenei Atlantici nella regione della Nuova Aquitania.

## Società

### Evoluzione demografica
Abitanti censiti